# Porwanie samolotu
Porwanie samolotu lub uprowadzenie samolotu – bezprawne przejęcie kontroli nad samolotem.
W większości przypadków pilot jest zmuszony pod przymusem do zmiany trasy lotu, choć zdarzają się przypadki, gdy porywacz (lub porywacze) pilotują samolot osobiście (zdarzają się też przypadki uprowadzenia samolotu przez pilota, np. przypadek Czesława Kudłeka). Większość przypadków porwania samolotów nie ma na celu wymuszenia okupu pieniężnego, choć zjawisko takie występuje (np. przypadek D.B. Coopera). Zdarzają się także przypadki, gdy porywacze domagają się azylu, i dokonają porwania jako sposobu na ucieczkę, np. historyczne ucieczki z krajów socjalistycznych Europy Wschodniej na Zachód (np. uprowadzenie samolotu PLL LOT-762).
Porwanie może mieć też na celu zamach terrorystyczny (zamachy z 11 września 2001 roku); do takich są też często zaliczane porwania w których pojawiają się żądania polityczne (np. zwolnienia więźniów i podobne, patrz np. porwania samolotów pasażerskich podczas tzw. Czarnego Września). Te ostatnie zjawiska nazywane są terroryzmem lotniczym (termin ten obejmuje także próby zestrzelenia samolotów, np. zestrzelenie malezyjskiego samolotu Malaysia Airlines 17 na Ukrainie, czy ataki na obiekty naziemne, np. lotniska).
Pierwszy przypadek porwania samolotu miał miejsce w Peru w 1931 r. Popularność porwań nasiliła się wraz z rozwojem lotnictwa, zwłaszcza od lat 60. XX wieku; wzrosła także liczba ofiar.